# سالم راشد
سالم راشد عبید (انگلیسی: Salem Rashid Obaid؛ زادهٔ ۲۱ دسامبر ۱۹۹۳) یک بازیکن فوتبال است.